# Makukwe
Makukwe ist ein Verwaltungsbezirk (englisch Ward) des Distrikts Newala in der tansanischen Region Mtwara.

## Geografie
Makukwe liegt im Südosten von Tansania etwa 100 Kilometer Luftlinie südwestlich der Distrikthauptstadt Mtwara und 25 Kilometer von der Grenze zu Mosambik entfernt. Der Bezirk grenzt im Norden an Mtunguru, im Osten an Chingungwe, im Süden an Mahuta und im Westen an Mkwedu. Bei der Volkszählung 2022 lebten 7182 Menschen in 2105 Haushalten auf einer Fläche von 41 Quadratkilometern.

## Gliederung
Der Bezirk besteht aus fünf Gemeinden (Mtaa) mit 15 Orten (Kitongoji):
| Makukwe - Majengo - Jangwani - Mkwajuni - Kiwanjani | Mnamunjelele - Sokosela - Tandika - Usalama - Kiule | Mnachi - Mwembemmoja - Mbambakofi | Mnaudya - Mbemba - Nambole | Mmongo - Minjale - Mbuyuni - Mwembemmoja |

## Infrastruktur
- Bildung: Die Makukwe Secondary School ist eine staatliche weiterbildende Schule. Als Tagesschule bildet sie Jugendliche bis zur 4. Stufe aus.[8]
- Gesundheit: Im Bezirk befindet sich eine staatliche Apotheke, die auch kleine chirurgische Eingriffe durchführt.[9]